# Space Launch Complex 6
Der Space Launch Complex 6 (SLC-6, gesprochen „Slick Six“) ist ein inaktives Startgelände auf der Vandenberg Space Force Base in Kalifornien, USA.

## Bau
SLC-6 ist ein Teil von Vandenbergs South Base. Am 1. März 1966 wurde ein Teil des Geländes der Sudden Ranch enteignet und von der US Air Force für fast zehn Millionen Dollar erworben. Am 12. März 1966 begann dann der Bau des SLC-6 auf diesem Gelände. Von diesem Startkomplex sollte die Titan-III-Rakete mit der bemannten Raumstation Manned Orbiting Laboratory (MOL) gestartet werden. Nachdem wesentliche Teile bereits fertiggestellt wurden, wurde das Projekt der US Air Force wegen der hohen Kosten und Terminverzögerungen am 10. Juni 1969 ohne einen Flug eingestellt.

## Vorbereitungen für das Space Shuttle
1972 wurde beschlossen, neben dem Startplatz in Florida hier einen westlichen Start- und Landeplatz für das Space Shuttle zu bauen, von dem es möglich ist das Shuttle in eine polare Umlaufbahn zu bringen. Umfangreiche Modifizierungen des Startplatzes waren nötig. Der mobile Serviceturm (Mobile Service Tower, MST) wurde umgebaut und zwei neue Feuerschächte für die Solid Rocket Booster des Space Shuttle errichtet. Tanks für flüssigen Wasserstoff und Sauerstoff, ein Schallschutzsystem, ein Wasseraufbereitungssystem, ein Rettungssystem für die Besatzung und ein Shuttle Assembly Building, entsprechend dem VAB in Florida, wurde nötig.
Am 15. Oktober 1985 wurde der Startplatz eröffnet und offiziell in Betrieb genommen, obwohl noch weitere Tests und Baumaßnahmen erforderlich waren. Ein Jahr nach der Eröffnung, am 15. Oktober 1986, sollte die Raumfähre Discovery (STS-62-A) mit Robert Crippen als Kommandant in eine polare Umlaufbahn gestartet werden. Durch die Challenger-Katastrophe wurde das Shuttle-Programm jedoch für über zwei Jahre unterbrochen. Am 20. September 1988 wurde SLC-6 zunächst stillgelegt.
Ende des Jahres 1989 wurde von der US Air Force offiziell das Ende des Space-Shuttle-Programmes in Vandenberg bekannt gegeben. Die Kosten für die gesamten Aufwendungen werden auf ca. 4 Milliarden US-Dollar geschätzt.

## Erneuter Umbau
Am 6. Juli 1990 bekam Lockheed den Auftrag von der US Air Force, den Startkomplex SLC-6 für die Rakete Titan 34D und Titan IV umzubauen. 1994 wurde SLC-6 erneut umgebaut. Über einem der Feuerschächte, die ursprünglich für die Booster des Space Shuttles gebaut wurden, konstruierte man eine Plattform zum Start kleiner Raketen (Small Spacecraft Technology Initiative, SSTI).
Am 15. August 1995 wurde die erste Rakete (LMLV-1, später Athena) auf dem Startkomplex SLC-6 gestartet. Wegen unkontrollierter Schwingungen der Rakete wurde sie jedoch zusammen mit der Nutzlast, dem kleinen Nachrichtensatellit GemStar zerstört. Nach Modifizierungen der Rakete gab es am 23. August 1997 einen erfolgreichen Start und der Satellit Lewis wurde in eine Umlaufbahn befördert. Lewis sollte drei Jahre im Orbit bleiben. Wegen technischer Probleme geriet er jedoch schon nach kurzer Zeit aus der Umlaufbahn und Lewis wurde beim Eintritt in Erdatmosphäre zerstört.
Nach einem weiteren erfolglosen Start einer Athena-2 am 27. April 1999, wurde am 25. September 1999 der Satellit IKONOS in eine polare Umlaufbahn gebracht.
Am 28. Juni 2006 wurde von hier zum ersten Mal eine Delta IV Medium+ (4,2) mit einem Spionagesatelliten gestartet.
Auch die schwere Delta IV Heavy konnte von SLC-6 starten. Die erste beförderte am 20. Januar 2011 den Aufklärungssatelliten USA-224 ins All, die letzte am 24. September 2022 einen weiteren Aufklärungssatelliten.
Im April 2023 wurde bekannt, dass SpaceX den Startkomplex mieten wird, um neben der Falcon 9, welche bereits vom Space Launch Complex 4 startet, auch die Falcon Heavy von der US-Westküste starten zu können.

## Galerie

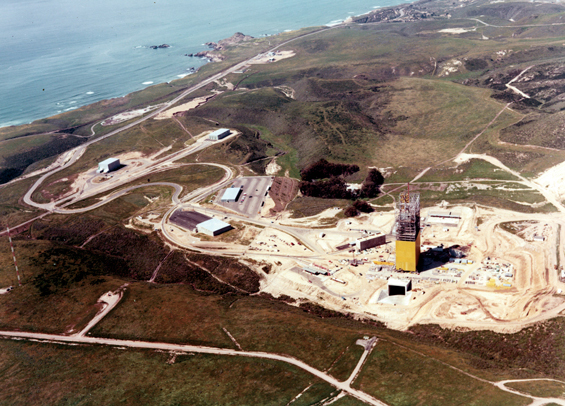
SLC-6 im Bau im März 1966
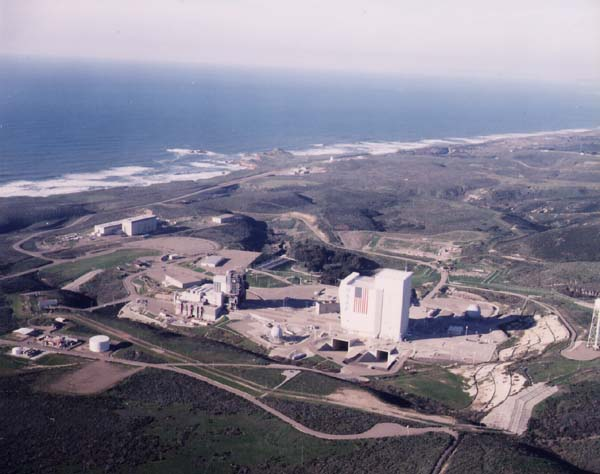
SLC-6 im Jahr 2006
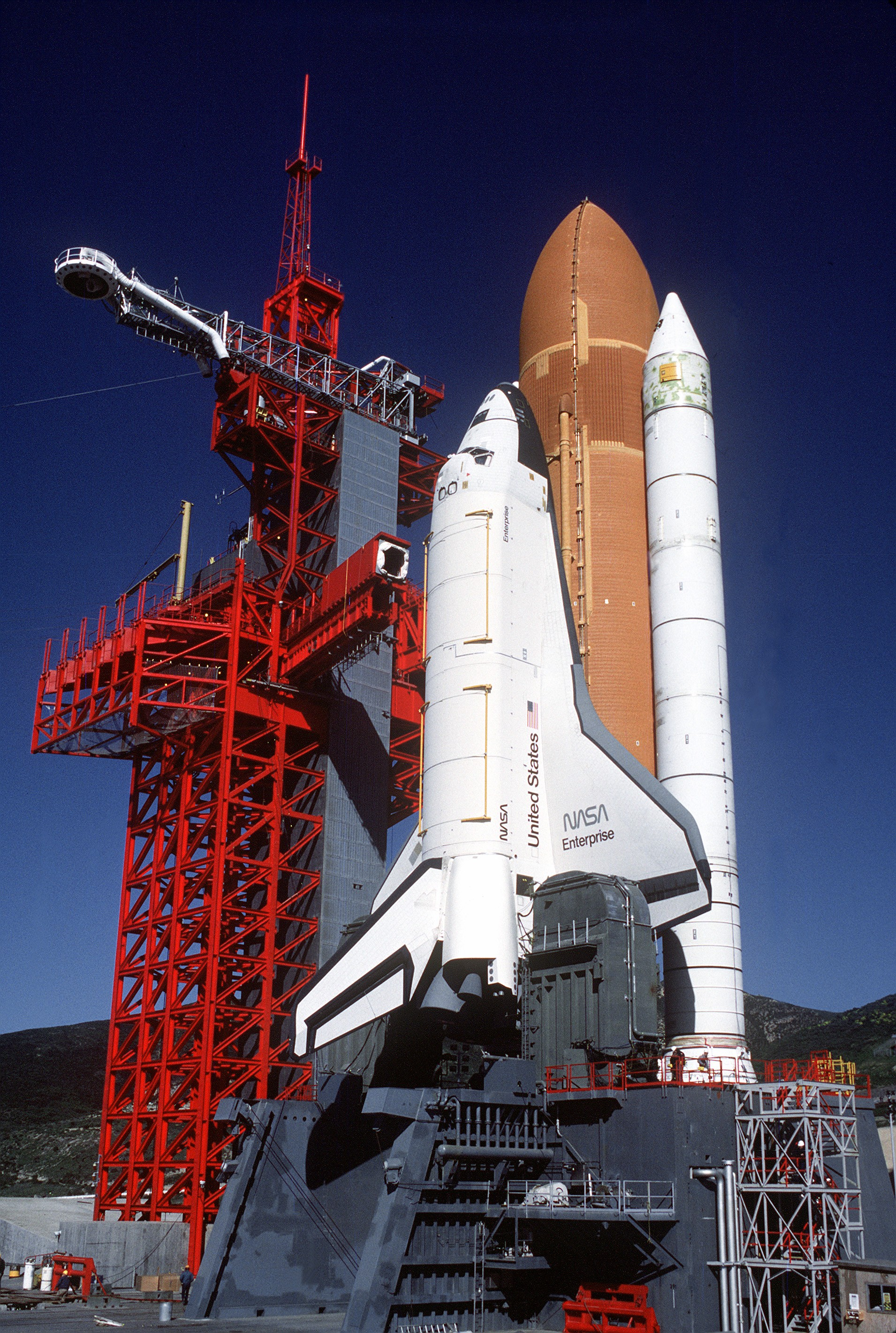
Test mit der Enterprise
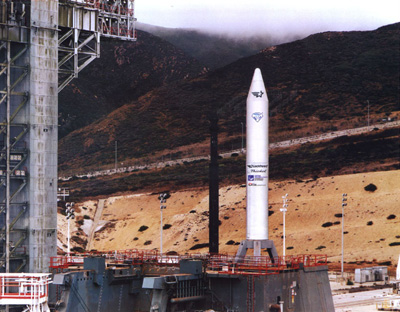
Athena-1 Rakete auf SLC-6
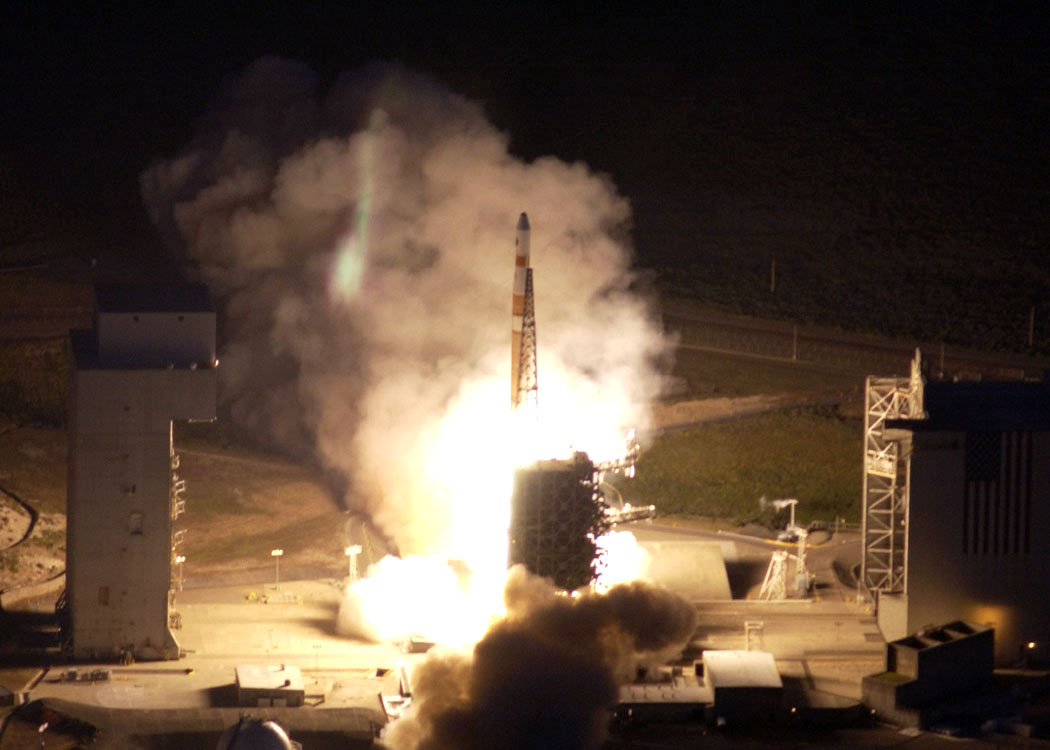
Start einer Delta IV Medium+ (4,2) von SLC-6
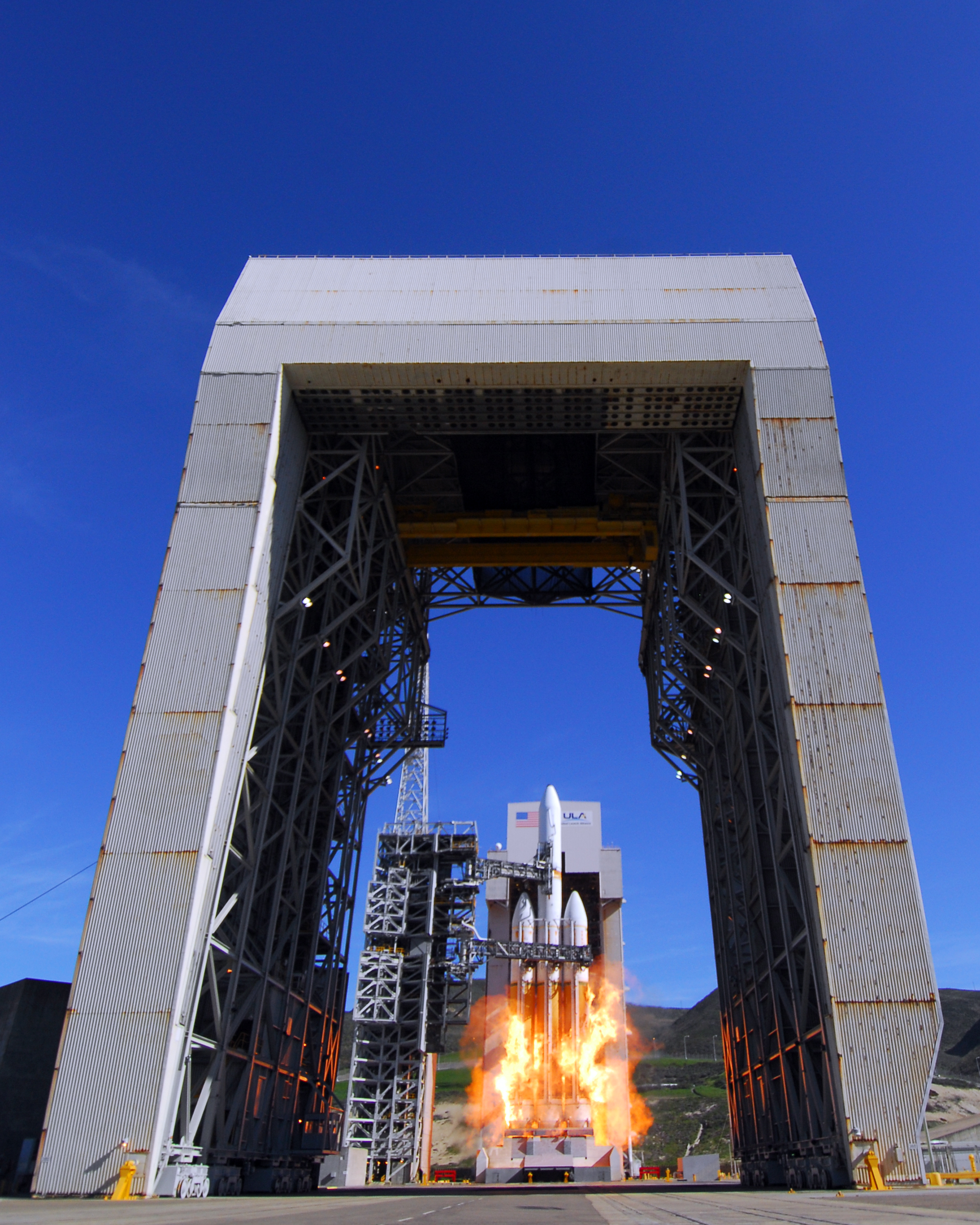
Erster Start einer Delta IV Heavy
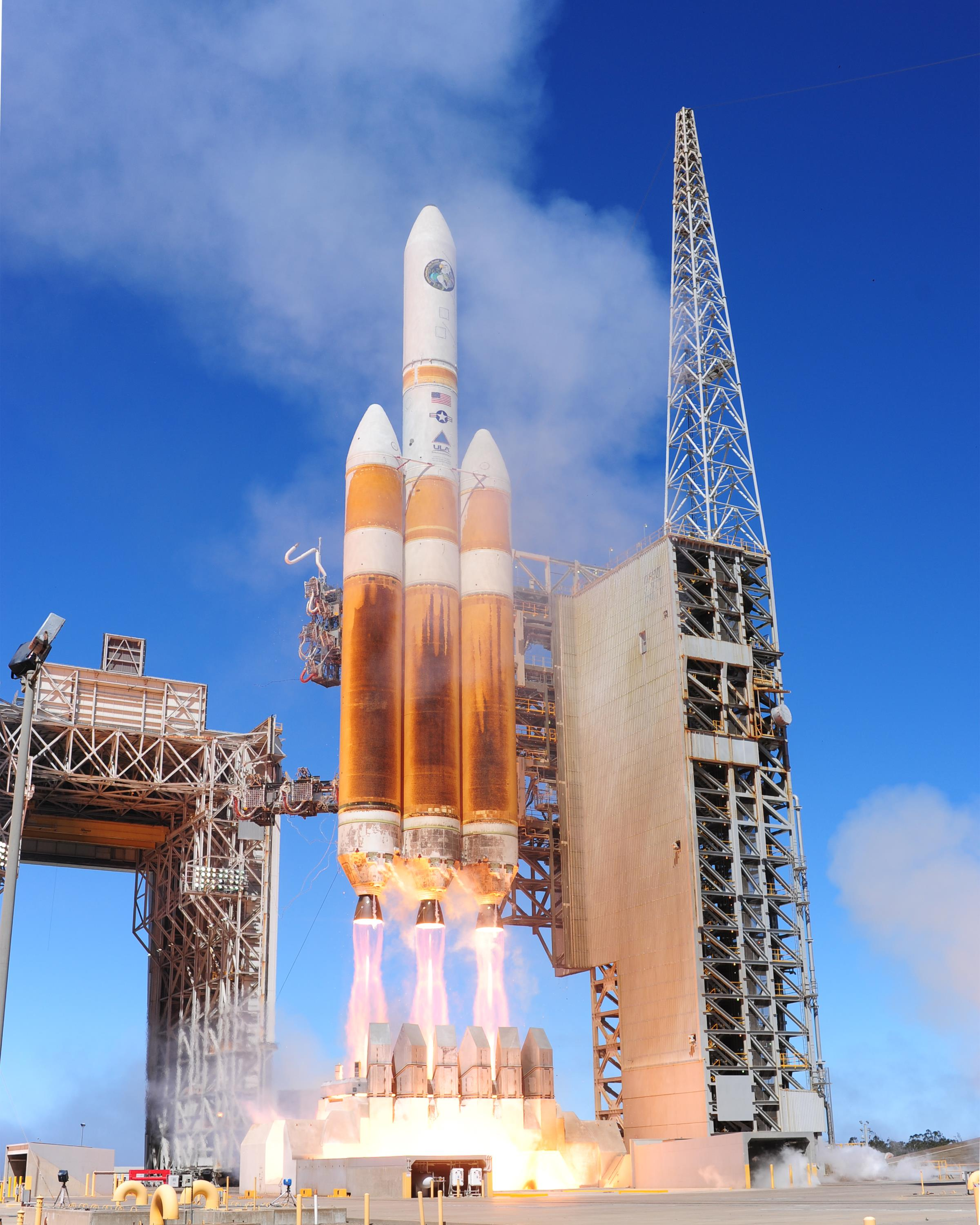
Delta IV Heavy-Start am 28. August 2013

## Startliste
| Datum              | Zeit (UTC) | Raketentyp             | Seriennummer | Nutzlast/Mission               | Art der Nutzlast                                    | Anmerkungen                                    |
| ------------------ | ---------- | ---------------------- | ------------ | ------------------------------ | --------------------------------------------------- | ---------------------------------------------- |
| 15. August 1995    | 22:30      | Athena-1               |              | GemStar 1                      | Nachrichtensatellit                                 | Fehlschlag: Rakete nach 160 Sekunden zerstört. |
| 23. August 1997    | 06:51      | Athena-1               | LM-002       | Lewis                          | Kommunikationssatellit                              | Erfolgreiche Rückkehr am 28. September 1997    |
| 27. April 1999     | 18:22 Uhr  | Athena-2               | LM-005       | IKONOS                         | Erdbeobachtungssatellit                             | Fehlschlag: Abriss des Signals nach 4 Minuten  |
| 24. September 1999 | 18:22 Uhr  | Athena-2               | LM-007       | IKONOS (ursprünglich IKONOS 2) | Erdbeobachtungssatellit                             |                                                |
| 28. Juni 2006      | 03:33      | Delta IV Medium+       | D317 D4-6    | NROL-22                        | Spionagesatellit des NRO                            | Erster Boeing-Start von Vandenberg             |
| 4. November 2006   | 13:53      | Delta IV Medium        | D320 D4-7    | DMSP 17                        | Militärischer Wettersatellit auf polarer Umlaufbahn |                                                |
| 20. Januar 2011    | 21:10      | Delta IV Heavy         | D352         | NROL-49                        | Spionagesatellit des NRO                            |                                                |
| 3. April 2012      | 23:12      | Delta IV Medium+       | D359         | NROL-25                        | Spionagesatellit des NRO                            |                                                |
| 28. August 2013    | 18:03      | Delta IV Heavy         | D364         | NROL-65                        | Spionagesatellit des NRO                            |                                                |
| 10. Februar 2016   | 11:40:32   | Delta IV Medium+ (5,2) | D-373        | NROL-45                        | Aufklärungssatellit                                 |                                                |
| 12. Januar 2018    | 22:10      | Delta IV Medium+ (5,2) | D-379        | NROL-47                        | Aufklärungssatellit                                 |                                                |
| 19. Januar 2019    | 18:54      | Delta IV Heavy         | D-382        | NROL-71                        | Aufklärungssatellit                                 |                                                |
| 26. April 2021     | 20:47      | Delta IV Heavy         | D-386        | NROL-82                        | Aufklärungssatellit                                 |                                                |
| 24. September 2022 | 22:25      | Delta IV Heavy         | D-387        | NROL-91                        | Aufklärungssatellit                                 |                                                |